# Малиновое (озеро)
Мали́новое — горько-солёное озеро в Михайловском районе Алтайского края, в 10 км южнее села Михайловского, у железнодорожной линии Кулунда — Рубцовск. Высота над уровнем моря — 154 м.

## Описание
Бессточное, горько-солёное. Оно относится к группе Боровых озёр. Озеро уникально цветом воды малинового оттенка, отчётливый розово-малиновый оттенок воде придаёт обитающая там бактерия Serratia salinaria. Площадь зеркала озера 11,4 км². На берегу расположен посёлок Малиновое Озеро, где работает химическое предприятие с частичным использованием местного сырья.
Минерализация воды составила в 2013 году 329 г/л, pH — 8,4. Концентрация натрия в воде достигает 130 г/л.

## Рекреационные ресурсы
В 2013 году Малиновое озеро вошло в маршрут «Большое туристическое золотое кольцо Алтайского края». На берегу озера расположена туристическая база. В озере имеются запасы сульфата натрия и поваренной соли. Присутствует лечебная грязь.

## Климат
Климат резко континентальный. Холодная зима с −18 °C, хотя нередки и тридцатиградусные морозы, жаркое лето +25 °C. Зарегистрированный абсолютный минимум —51,1 °C. Снега помногу не выпадает, холод переносится намного тяжелее. С апреля по октябрь выпадает 65 % годовой нормы осадков.